# Iwan Kozoriz
Iwan Mykołajowycz Kozoriz (ukr. Іван Миколайович Козоріз; ur. 14 września 1979 w Kijowie) – ukraiński piłkarz, grający na pozycji pomocnika, a wcześniej obrońcy lub napastnika.

## Kariera piłkarska

### Kariera klubowa
Wychowanek Szkoły Piłkarskiej w Kijowie. Pierwszy trener Andrij Browarnyk. Po zakończeniu szkoły przeszedł do klubu Obołoń-PPO Kijów. Karierę piłkarską rozpoczął 12 sierpnia 2000 w składzie drugoligowego zespołu Systema-Boreks Borodzianka. Na początku 2004 przeszedł do Spartak-Horobyny Sumy. Zimą 2005 przeniósł się do Tawrii Symferopol, w barwach którego 13 marca 2005 rozegrał pierwszy mecz w Wyższej lidze. W rundzie wiosennej sezonu 2005/06 występował ponownie w Spartaku, ale tym razem na zasadach wypożyczenia. Latem 2006 został wypożyczony do Zakarpattia Użhorod, a potem klub wykupił transfer piłkarza. Po tym jak Zakarpattia opuściło najwyższą ligę latem 2008 przeniósł się do FK Charków. Po tym jak charkowski klub latem 2009 spadł z Premier-lihi Kozoriz powrócił do Zakarpattia. W przerwie zimowej sezonu 2009/10 został piłkarzem Illicziwca Mariupol.

## Sukcesy i odznaczenia

### Sukcesy klubowe
- wicemistrz Ukraińskiej Pierwszej Lihi: 2007
- mistrz Ukraińskiej Drugiej Lihi: 2002